# منتخب أيرلندا الشمالية تحت 21 سنة لكرة القدم
منتخب أيرلندا الشمالية تحت 21 سنة لكرة القدم هو الممثل الرسمي لـ أيرلندا الشمالية في بطولات كرة القدم تحت 21 سنة. يشارك الفريق في بطولة أوروبا تحت 21 لكرة القدم التي تقام كل عامين.